# جزيرة غراب (ميدي)

تعديل مصدري - تعديل

جزيرة غراب هي إحدى جزر مديرية ميدي التابعة لمحافظة حجة.